# Pan (группа)
Pan — турецкая фолк-группа, существовавшая в 1980-х гг.; представитель Турции на конкурсе песни Евровидение-1989.
В состав группы входили Хазал Селчук (тур. Hazal Selçuk), Сарпер Семиз (тур. Sarper Semiz), Ведат Сакман (тур. Vedat Sakman) и Арзу Эче (тур. Arzu Ece). Отец одной из участниц коллектива, Тимур Селчук, был дирижёром во время представления на Евровидении; он же был и продюсером этой группы.
Изначально коллектив был создан в 1980 году, однако его участники почти не проявляли творческой активности, и группа быстро распалась. Воссоединение состава группы произошло только в 1989 году, во время национального отбора на предстоящий конкурс Евровидения. По результатам голосования жюри музыканты заняли первое место среди всех конкурсантов, и получили возможность представить свою страну на Евровидении.
На конкурсе группа выступила под пятым номером, исполнив композицию «Bana bana» (рус. Ко мне, ко мне). Песня была оценена довольно низко: получив 1 балл от Испании и 4 балла от Югославии, группа, с результатом в 5 баллов, финишировала на 21-й (предпоследней) позиции, опередив разве что участника от Исландии, не получившего ни одного балла. Многие критики считают это выступление одним из худших за историю участия Турции на Евровидении.
После проведения Евровидения группа окончательно распалась. Все бывшие участники коллектива успешно ведут сольную карьеру, а одна из бывших участниц группы, Арзу Эче, повторно приняла участие на Евровидении в 1995, однако снова заняла на конкурсе не самое высокое (16) место.